# Rečica ob Savinji
Rečica ob Savinji este o localitate din comuna Rečica ob Savinji, Slovenia, cu o populație de 555 de locuitori.